# Caleta Córdova

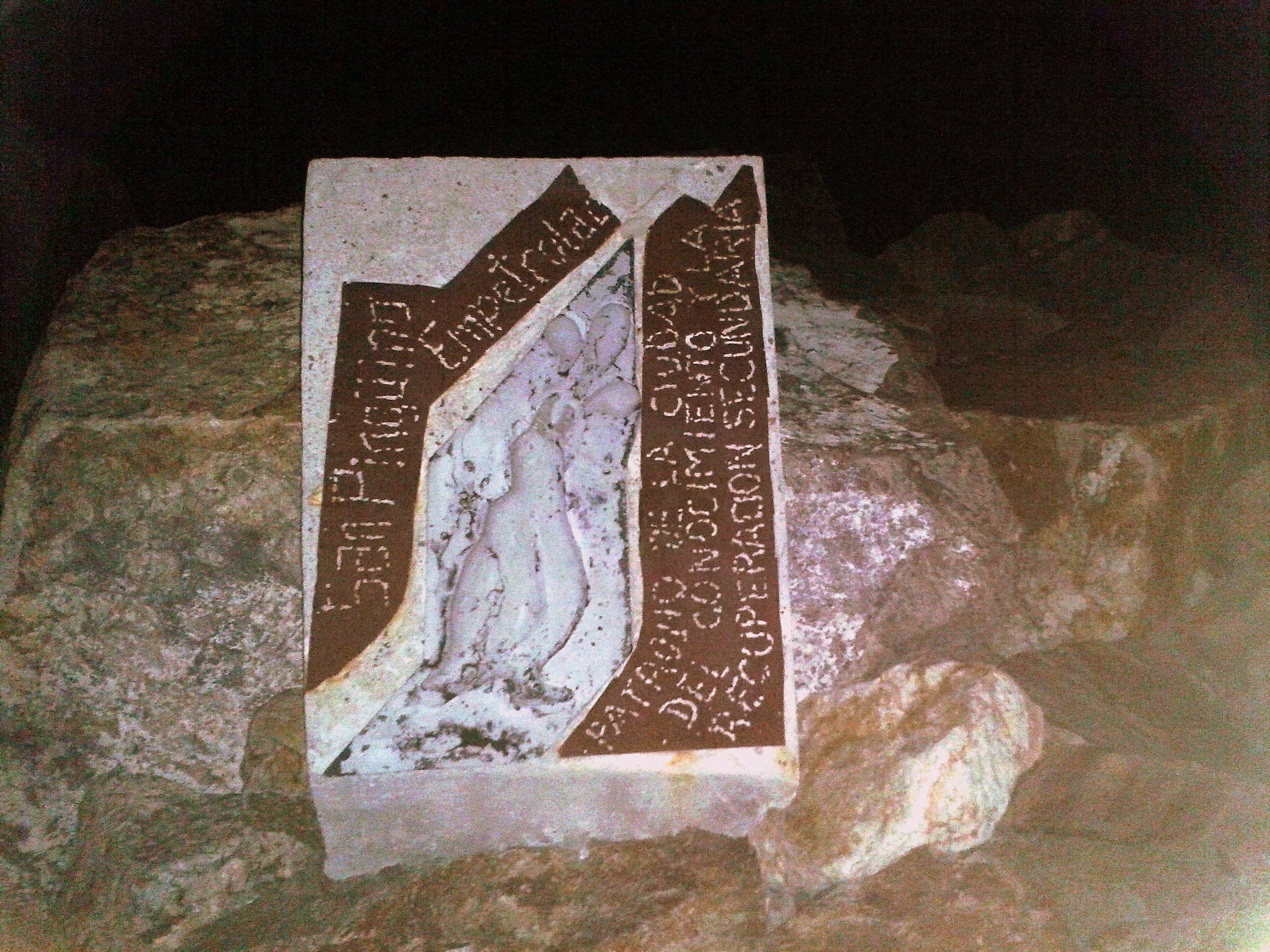
Monumento al derrame de petróleo de fines de 2007

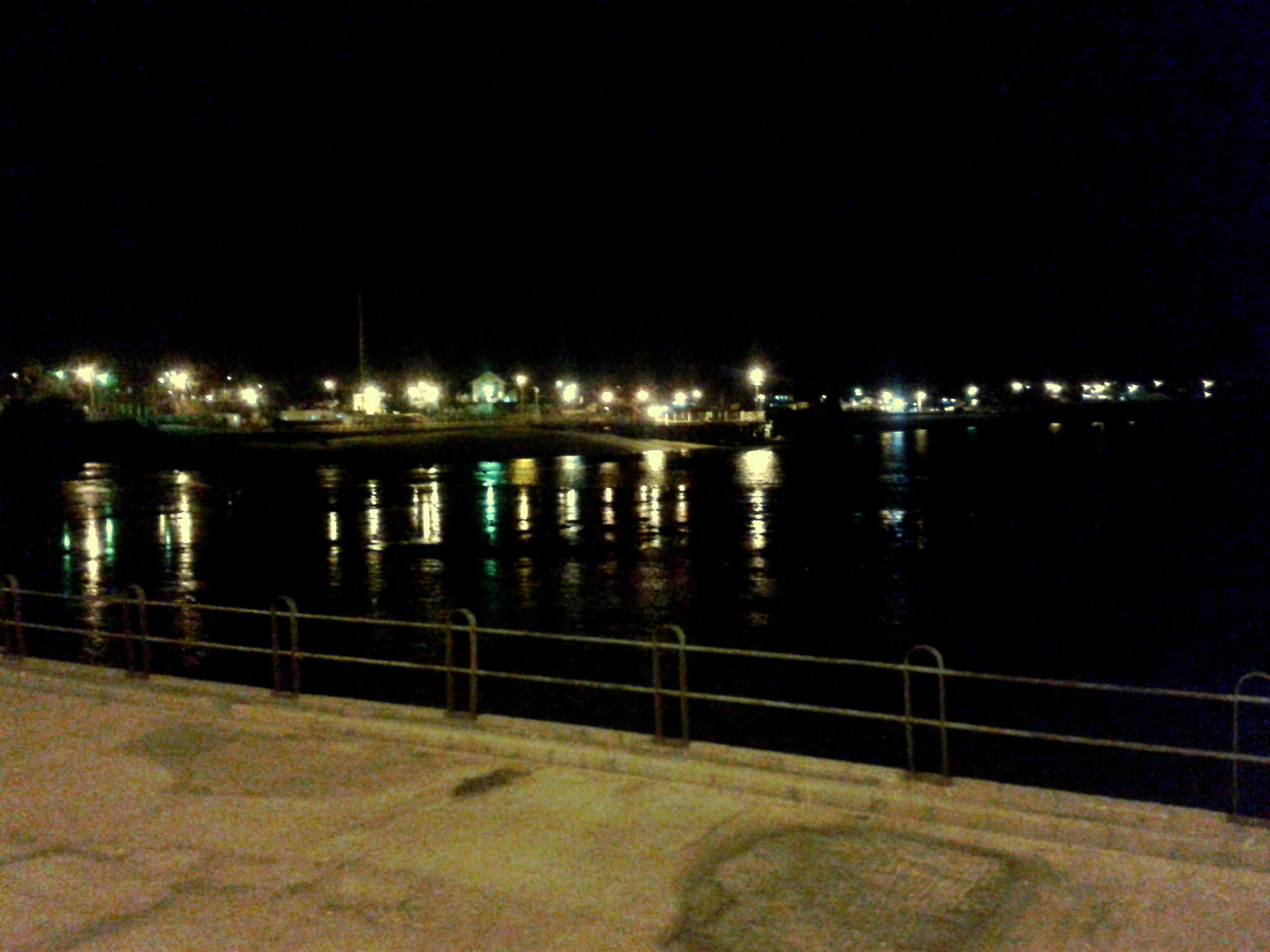
Vista de la localidad desde el puerto

Caleta Córdova, también llamada en Comodoro «Caleta» o «el puerto», es un barrio comodorense del departamento Escalante, en la provincia del Chubut. Está localizado en el extremo norte de la «Zona Norte» de Comodoro Rivadavia, y pertenece al municipio homónimo. Por su distancia es un componente que fue aglomerado en años recientes; aunque nació para ser un pueblo pesquero independiente, fue alcanzado por la expansión de Comodoro. Hoy es un barrio de la ciudad petrolera del sur. No obstante, su tratamiento es especial por estar alejado 18 km rumbo noreste del centro del aglomerado urbano. Es el barrio más boreal sobre la costa y hasta el último censo, se constituyó como el más norteño de los componentes del aglomerado. Esto podría cambiar de incorporarse Astra en los próximos censos.

## Población
Contó con 852 habitantes (Indec, 2010) e integra el aglomerado urbano Comodoro Rivadavia - Rada Tilly. Se ubica a 18 km del centro de Comodoro, constituyéndose en uno de los barrios más boreales del conjunto. Una característica del barrio es dada por su falta de limitación en la urbanización, estando su población en un sector despoblado a sus alrededores, con barrios a kilómetros de distancia. Esto le da más aspecto de pueblo pesquero.
| Gráfica de evolución demográfica de Caleta Córdova entre 1991 y 2010 |
|                                                                      |
| Fuente: Censos nacionales del INDEC                                  |

## Toponimia
El Puerto debe su nombre a la abundancia de accidentes costeros en sus inmediaciones, pero a uno en particular, la caleta Córdova.

## Historia

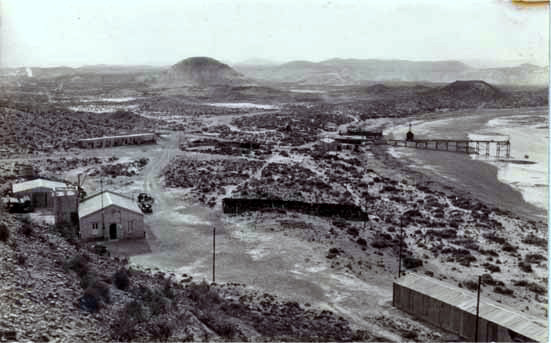
Vista del naciente pueblo de Caleta Córdova.

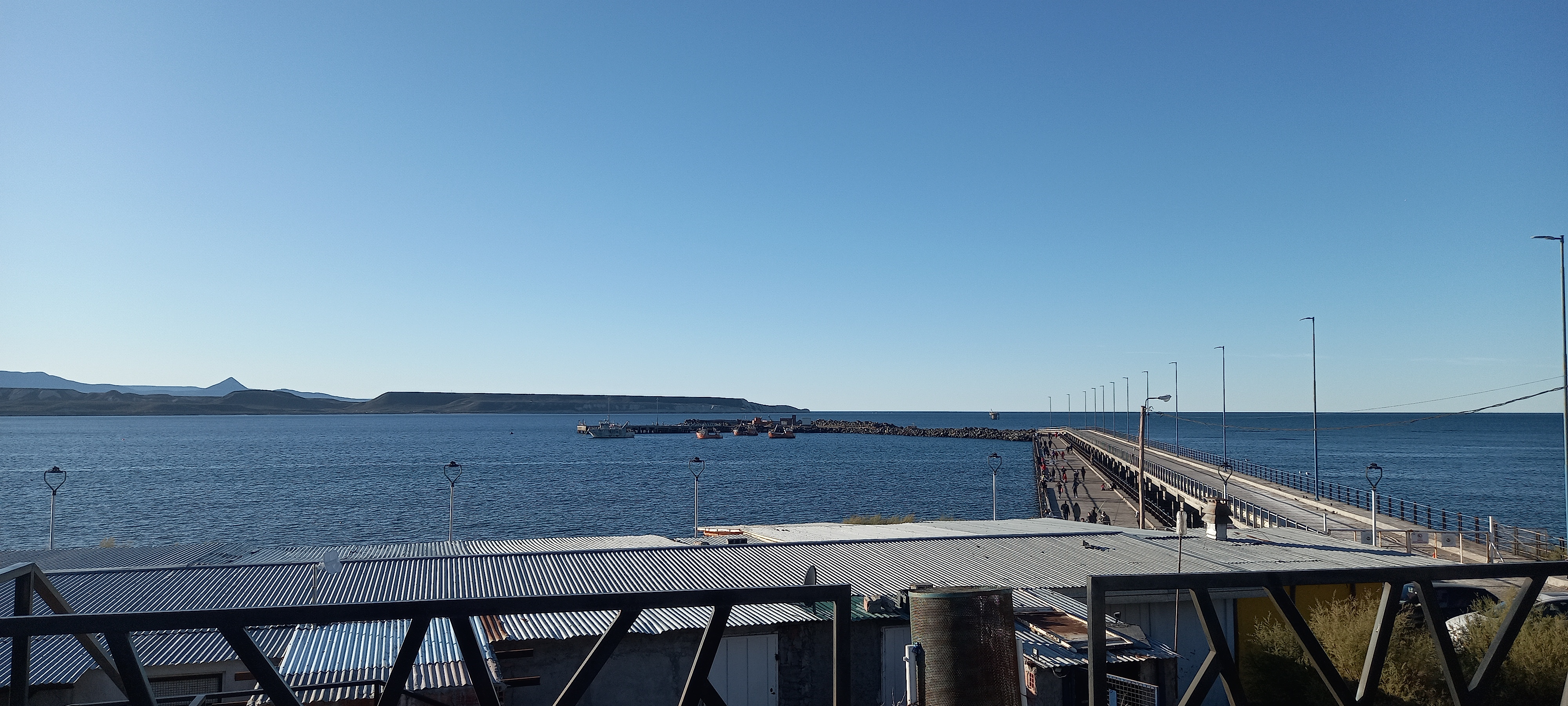
Desde el nuevo paseo gastronómico el muelle turístico junto al muelle de ultramar.

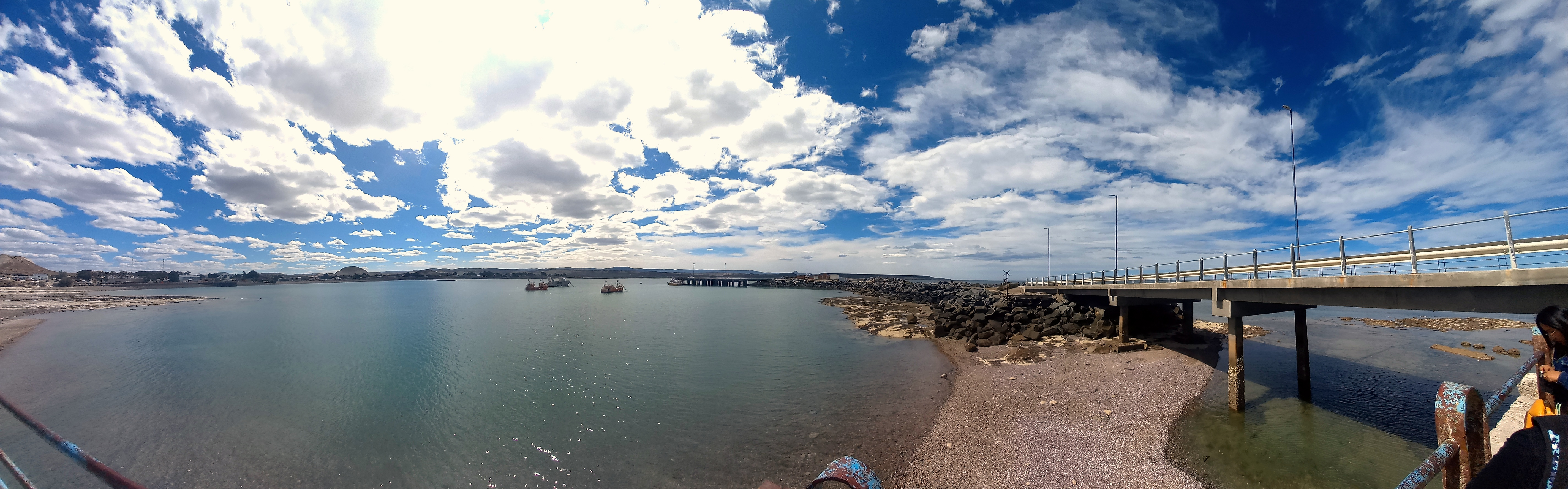
Vista detallada del puerto de ultramar desde el final del muelle turístico

Caleta Córdova fue fundada en 1920 con actividades portuarias con el desembarco de materiales para la Empresa Petrolera Astra. La zona de Caleta Córdova cobró gran relevancia cuando se descubrieron entre 1928 y 1936 los grandes yacimientos del llamado flanco norte, como Cañadón Perdido, Diadema Argentina, Escalante, Manantiales Behr, El Trébol, Pampa del Castillo, El Tordillo, etc.
En 1933 Caleta Córdova termina de cuajar gracias a las instalaciones portuarias, adquiridas y administradas por la empresa ASTRA que acopiaba la producción de Cañadón Perdido y Escalante.  
En 1936 se inicia la actividad pesquera. Actualmente, en el muelle pesquero operan barcos de flota amarilla. Caleta Córdova está muy próxima al faro San Jorge y es la puerta de entrada a Rocas Coloradas, que hoy en día integra el parque costero, con lo que la localidad busca desarrollar el turismo, más que el petróleo y la pesca.
El 10 de abril de1937 la historia del pueblo cambia cuando Astra decide la venta de toda la zona a YPF, ad referéndum del Poder Ejecutivo, las instalaciones portuarias y anexas que poseía en Caleta Córdova para el embarque de combustible y amarre de buques tanques, en la suma de $ 750.000 m/n., y el buque tanque "Astra III" de propiedad de la misma Compañía, en la suma de $ 1.100.000 m/n. La compra fue motivada en gran manera a la diferente calidad del petróleo de Cañadón Perdido y Escalante, que por sus características difiere de los petróleos procedentes de los demás yacimientos fiscales de la zona de Comodoro Rivadavia. De no hacerse así sería necesario crear y mantener en el pK 3, un nuevo sistema de tanques y cañerías. Además, la caleta Córdova tiene mejor abrigo de los temporales que el muelle de Yacimientos Petrolíferos Fiscales (pK 3) y permite asegurar así la continuidad de los cargamentos, con un mejor aprovechamiento de bodegas.
El poblado se mantuvo en condiciones estables bajo la directiva de YPF hasta la privatización en los noventa de la petrolera estatal que transfirió casi todos los bienes al municipio.
El turismo tomó de nuevo fuerza cuando el barrio Presidente Ortiz y su patrimonio histórico conservado fueron ejes de un intento de impulso ante la Cámara de Diputados, en 2006, de un proyecto de creación de un nuevo museo ferroviario. El objetivo fue reforzar la identidad ferroviaria que aun mantiene hasta el presente, hecho que lo constituye como lugar óptimo para el trazado urbano del tren turístico en Comodoro Rivadavia, que partiría de este barrio pasando por Don Bosco, y Astra, agregándose al mismo un ramal hacia Caleta Córdova, en el cual se podrá apreciar el faro San Jorge y la belleza del paisaje patagónico.
Desde mediados del siglo 20 inició el perfil turístico de la localidad con la instalación de una variada gama de locales gastronómicos. Además, la economía del poblado se potenció con numerosos barcos sencillos que explotaron la pesca artesanal; cuyo objetivo es proveer materia a los restaurantes locales y factorías. Gracias a estos dos rubros Caleta ganó la visita de los vecinos de Comodoro Rivadavia y numerosas famosas como Juan Fangio.
El 8 de agosto de 2007 mediante la firma de un tratado entre el Estado Nacional y la provincia del Chubut. La provincia ratificó el tratado por ley N.º 5668 el 18 de octubre, y el Congreso nacional lo ratificó por ley N.º 26 446, sancionada el 3 de diciembre de 2008. Creándose de esta forma el único parque que protege la costa argentina con el nombre parque interjurisdiccional marino costero Patagonia Austral.
La alegría por la conquista del parque de este barrio terminó pronto con el derrame de petróleo crudo sobre sus costas el 26 de diciembre de 2007. El desastre ecológico produjo una gigantesca mancha de 4 kilómetros aproximadamente, fue detectada por la tarde y tocó la costa por la noche, por lo que el perjuicio ecológico resultó inevitable. El hecho produjo la convocatoria del comité de crisis al que se invitó a empresas petroleras. Para la remoción del petróleo Escalante fue necesario la labor de cien brigadistas.
El derrame fue de 810 metros de costa afectadas y se recogieron 120 metros cúbicos de petróleo. La fauna más afectada fue 150 pingüinos empetrolados.  La mortandad de animales empetrolados no llegó al centenar por la acción de la brigada y los particulares que trabajaron juntos. La Terminal de Caleta Córdova está ubicada a pocos kilómetros del lugar afectado y no presentaba daños, por lo que se dedujo que fue por error humano.
Para febrero de 2008 se encontró que el desastre fue originado por el buque de carga "Arturo Illia". Cinco personas fueron imputadas por el derrame y se estipuló una demanda de 50 millones de pesos. Los responsables fueron el capitán del barco, Ricardo Ávalos, quien declaró durante casi 7 horas. Dos marineros, el representante de la empresa Termap y el gerente de Antares Naviera. De haberse avisado se estipuló que el desastre hubiera sido mucho menor.
Para 2010 se concretó la ampliación y reparación del muelle que estaba inconcluso desde los años 1980 con un presupuesto de $13.800.000. El largo quedó en 47,7 metros y el ancho se llevó a 18,15 metros.
Un nuevo derrame volvió a golpear al barrio en septiembre de 2011. El derrame esta vez tuvo 453 kg de petróleo. La zona afectada fue 150 metros, en la zona del predio privado de la empresa Termap que hace cargas y descargas de hidrocarburos. El hecho fue causado por una válvula desgastada, sucedió en un predio a más de 700 metros. Ante la reiteración los vecinos hicieron manifestaciones públicas y Proyecto Sur presentó un proyecto en la Cámara de Diputados, que proponía instrumentar un protocolo de actuación ante eventos de derrame.
Tras casi 100 años de explotación petrolera se dejó en los alrededores del barrios numerosos pozos petroleros activos y que hacen parte de la existencia de alrededor de 3.700 pozos (en su mayoría inactivos y correspondientes a sólo a esta compañía). Los mismos representan un importante pasivo ambiental fruto de ausencia de políticas reguladoras hasta la década de 1990. Actualmente, su saneamiento implicaría una inversión de 200.000 dólares por pozo que la empresa petrolera esquiva en pagar. A esto se debe sumar los ductos se abandonados, tanques en desuso y el necesario rastreo de material radiactivo que se manejó por la zona.

## Urbanismo
Actualmente, el barrio tiene una apariencia portuaria con fama de lo que se pesca en su muelle junto a los lobos marinos; además de que porque allí hay flota amarilla. Las casas predominantes son de chapa y barcos encallados en la playa. Cuenta con una pequeña feria en donde se puede disfrutar de los mejores mariscos de la zona.El barrio no limita con ninguno otro y se halla aislado. A pesar de su amplio espacio sufre tomas ilegales de tierras que complican su planificación adecuada.

## Economía

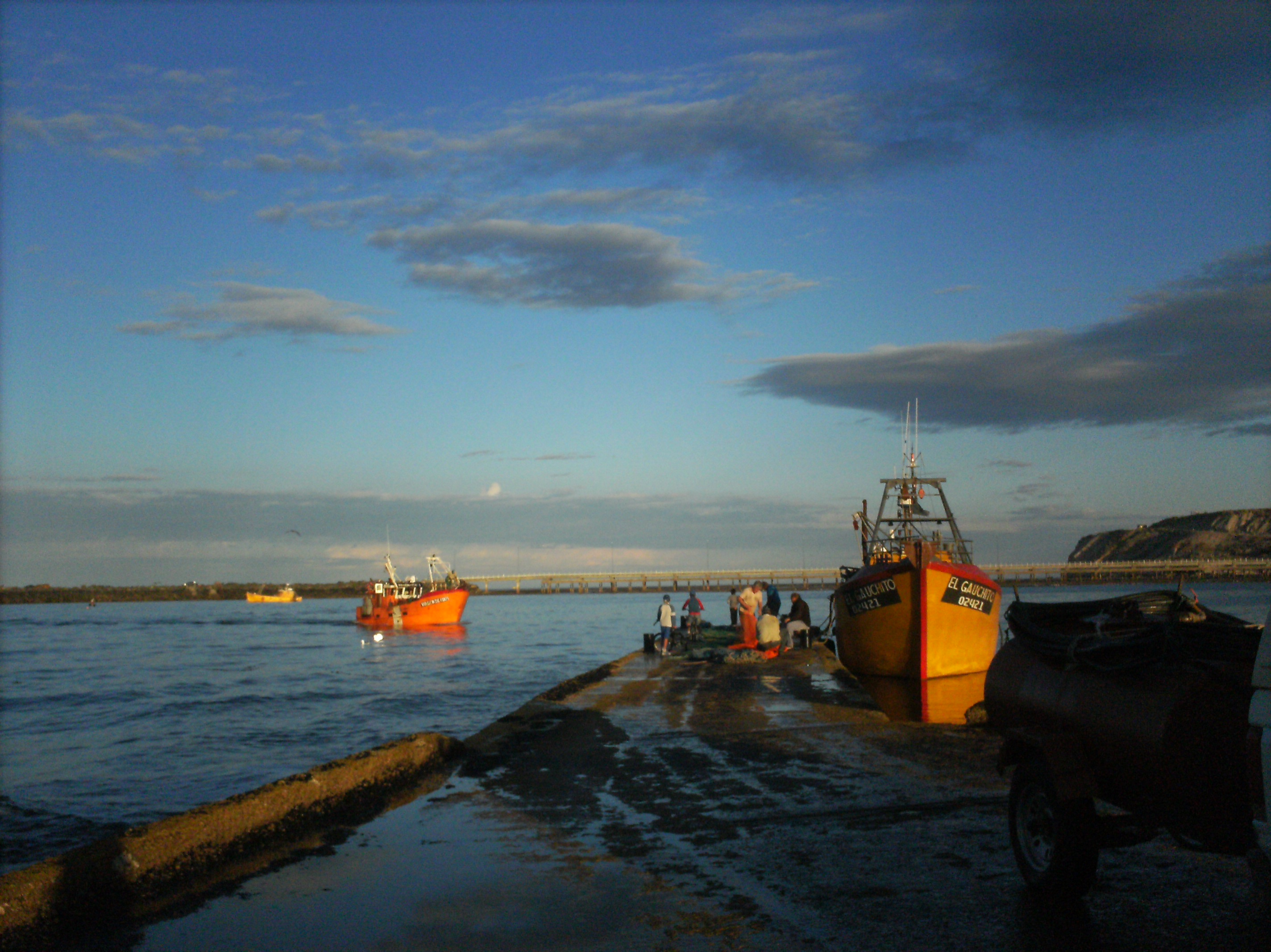
El puerto de baja mar de Caleta Córdova en plena pesca semiartesanal. Nótese de fondo la otra estructura pesquera de muy superior tamaño.

### Puerto de Caleta Córdova
Incluye 2 estructuras, la primera es un muelle pesquero inconcluso hasta 2010 (su largo es de 47,7 metros y el ancho de 18,15 metros). Se ubica en las coordenadas en 45°45′ para la latitud sur y 67°21′ para la longitud oeste, destinado a la descarga pesquera y amarre de barcos pequeños. También existe otro operable únicamente en bajamar, destinado la pesca artesanal costera y el turismo. Este último se encuentra ubicado al sudeste de la Caleta y posee un calado de entre 2-3 metros.

### Petróleo
Caleta Córdova es uno de los centro de carga de la producción petrolera de la cuenca del golfo San Jorge. Es aquí donde los buques cargan petróleo almacenado en los tanques que están en cercanías al barrio a una boya costas adentro. La empresa responsable es Termap, quien también tuvo parte en el derrame de 2008 cuando el sistema de la boya falló por negligencia humana.

### Turismo

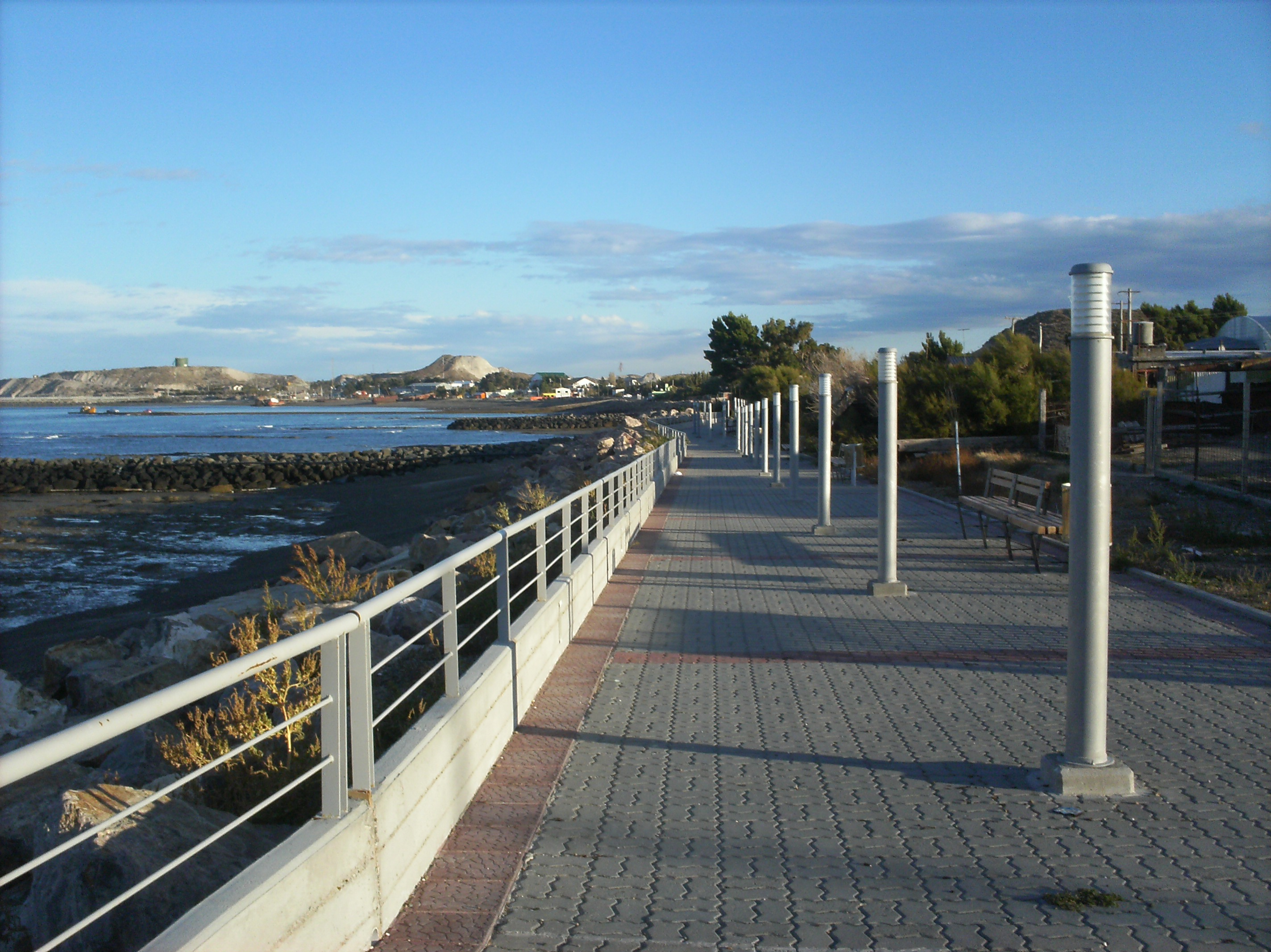
El bello y nuevo paseo del barrio portuario en dirección al muelle pesquero. Observen la iluminación. Obra única en Comodoro.

Este barrio tan lejano, que nació siendo un pueblo pesquero hoy ofrece un turismo típico de gran atractivo para Comodoro. Es la puerta de acceso para playas blancas, caminatas y recorridos al pico Salamanca y tardes de pesca en su muelle, especialmente pejerreyes. Además en su muelle y playas abundan, según la época del año, lobos marinos de un pelo y elefantes marinos. También está a la vista la actividad pesquera tanto industrial como artesanal.
Caleta es uno de los barrios más turísticos de Comodoro, en sus tardes y noches de feriados y de fines de semanas se puede disfrutar de eventos artísticos, ferias y restaurantes. El desarrollo de la actividad turística condujo que entre 2009 y 2010 se construyera un bello paseo costero, único en la capital del petróleo.

#### Acceso
Primero se debe tomar la Ruta Nacional 3. Luego de pasar el barrio de General Mosconi se debe tomar la ruta provincial 1 atravesando los barrios 25 de Mayo, Presidente Ortiz y Don Bosco. Luego se de pasar al costado del faro San Jorge, se debe continuar unos kilómetros más y se arriba. Todos las vías están asfaltadas.

#### Miradores
Caleta posee dos miradores para apreciar las bellezas del lugar.

#### Parque interjurisdiccional marino costero Patagonia Austral
Ubicado al norte del Golfo San Jorge en cercanías de Comodoro Rivadavia, el parque interjurisdiccional marino costero Patagonia Austral es el primero de su tipo en todo el país y su creación fue aprobada en diciembre del año 2008 por el Congreso de la Nación a instancias de una iniciativa impulsada por el gobernador Mario Das Neves que en su momento suscribió un acuerdo con el expresidente de la Nación, Néstor Kirchner, el cual luego la actual mandataria, Cristina Fernández de Kirchner, remitió para su tratamiento al Parlamento argentino. El parque tiene una superficie de más de 100 kilómetros y abarca 42 islas incluyendo el lecho y subsuelo marino de gran riqueza ecológica. Además alberga 40 especies de distintas de aves y es único en su condición porque para visitarlo es necesario introducirse en el mar Argentino. La zona de Rocas Coloradas, se ubica en este parque, es famosa por su belleza y por estar al pie del mítico pico Salamanca, símbolo indiscutible comodorense. Se puede recorrer por un circuito de vehículos 4x4, cuatriciclos o autos y recorridos a pie guiados por el paseo costero formaron parte de esta iniciativa.

#### Faro San Jorge
(ver Faro San Jorge)
Puesto en servicio en 1925, posee una torre prismática de hormigón de 27 m. Es una esplendorosa obra arquitectónica, rodeada de paisaje natural, próximo a la costa se observan bellas playas y el farallón del faro, situado a pocos metros de este. Las cercanas Caleta Olivares y Caleta Córdova completan el recorrido. El faro abre sus puertas para quienes desean subir a su mirador y disfrutar de los paisajes que brinda hacia el mar, el farallón y hacia la ciudad.

#### Farallón y cerros

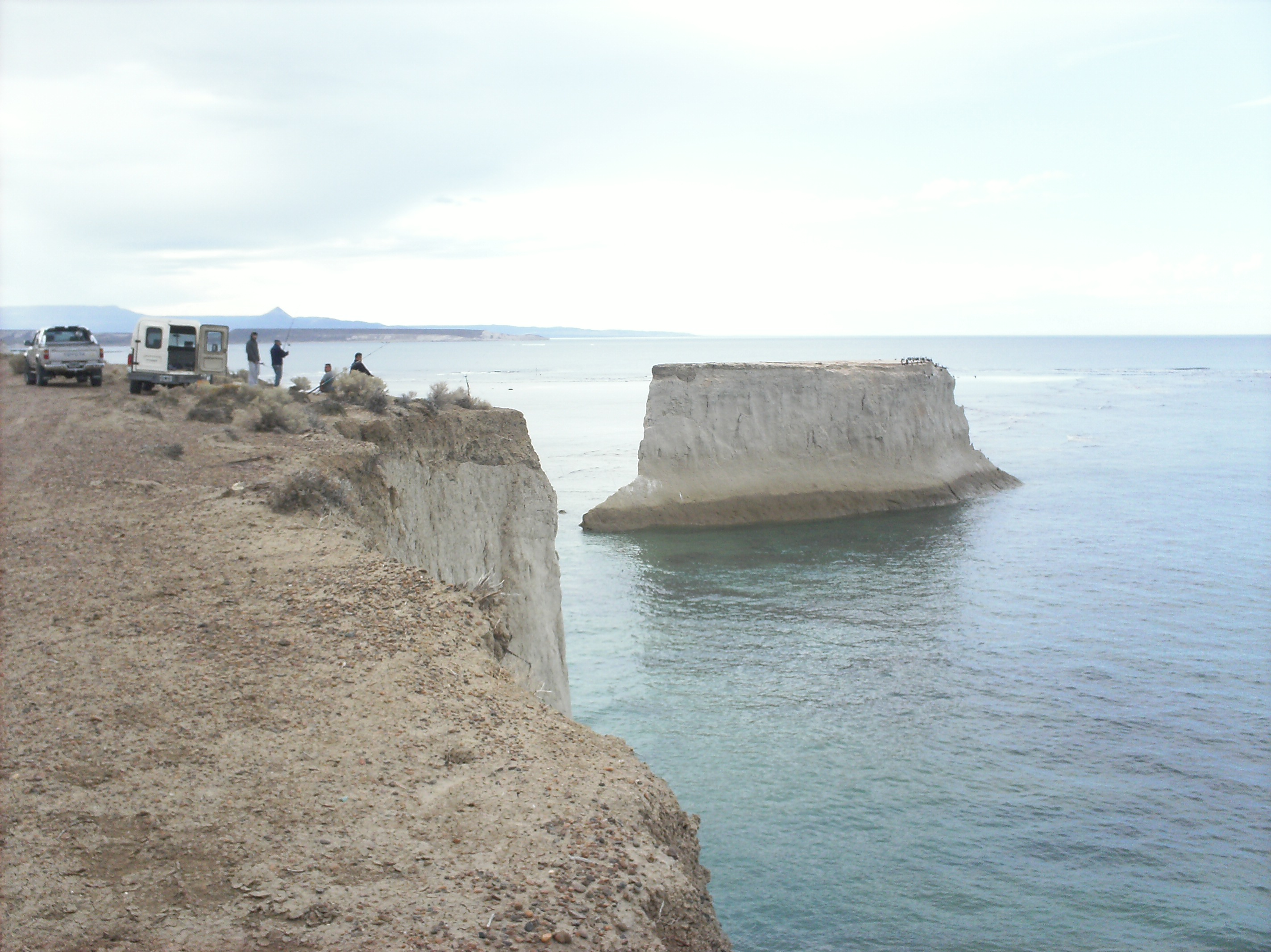
El farallón de Comodoro, en la costa cercana al faro San Jorge, accidente costero único en la zona. Nótese de fondo el pico Salamanca junto con un conjunto menor de mesetas y la pesca artesanal en el acantilado.

En cercanías al barrio se encuentra El Farallón cuya importancia y atractivo turístico llevaron a la municipalidad de la ciudad a declararlo patrimonio natural de Comodoro. Así lo define la ordenanza N.º 15.799/21.
La geografía del barrio es atípica. La costa presenta formación constituida hace 40 millones de años con composición específica piroclástica de esta unidad litoestratigráfica que permite el desarrollo de elevados acantilados costeros. Esto posibilita geoformas originadas por la erosión marina durante el retroceso del acantilado.
El farallón como se lo conoce técnicamente es un relicto de acantilado ubicado en el Golfo San Jorge, entre la Punta Novales al nodo, y la Punta Borja al sur (45046’41, 50”S y 67o2T52,00’’O) sobre la costa del Mar Argentino, incluyendo su respectiva área de acercamiento y amortiguación.
Hoy es hábitat natural de tres especies de cormoranes, que se pueden observar desde la orilla a simple vista.

## Deportes

### Pesca
La pesca es muy desarrollada como modo de vida, pero también como deporte en sus exuberantes playas.

### Fútbol
El puerto tiene su propio equipo, Club Atlético Caleta Córdova. Compite en la liga de Comodoro junto a equipos de la Zona Sur de Chubut.

## Infraestructura comunitaria

### Salud
- Centro de Atención Primaria Barrio Caleta Córdova, Punta Novales 520.[21]

### Asociación Vecinal
- Unión Vecinal Barrio Caleta Córdova, Punta Novales 528

### Sistema Educativo
- Escuela N.º 104 "Francisco José Seguí", Punta Novales 450

## Galería

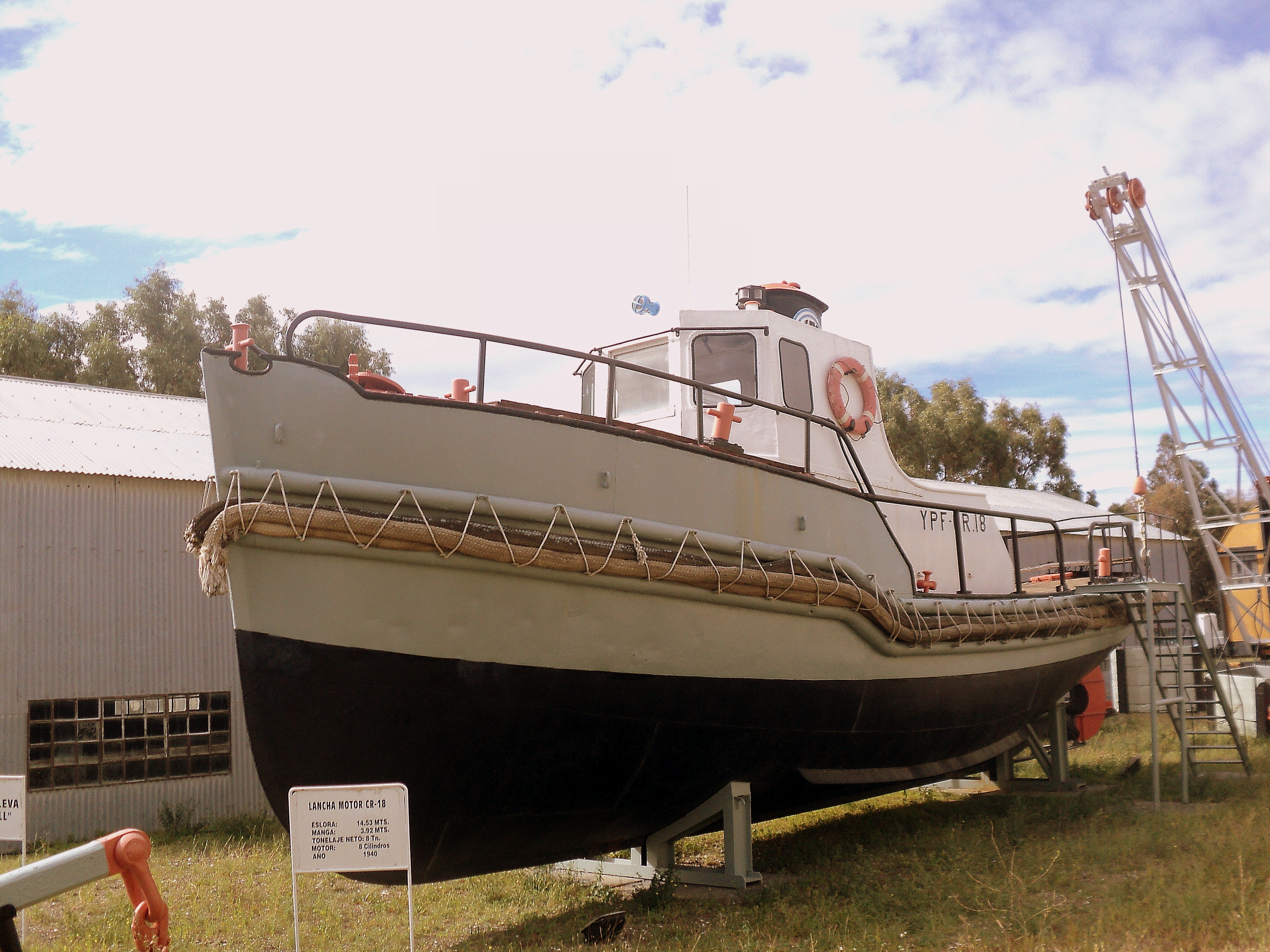
Antiguo remolcador de barcos utilizado en el puerto de Caleta Córdova hoy exhibido en el Museo Nacional del Petróleo.
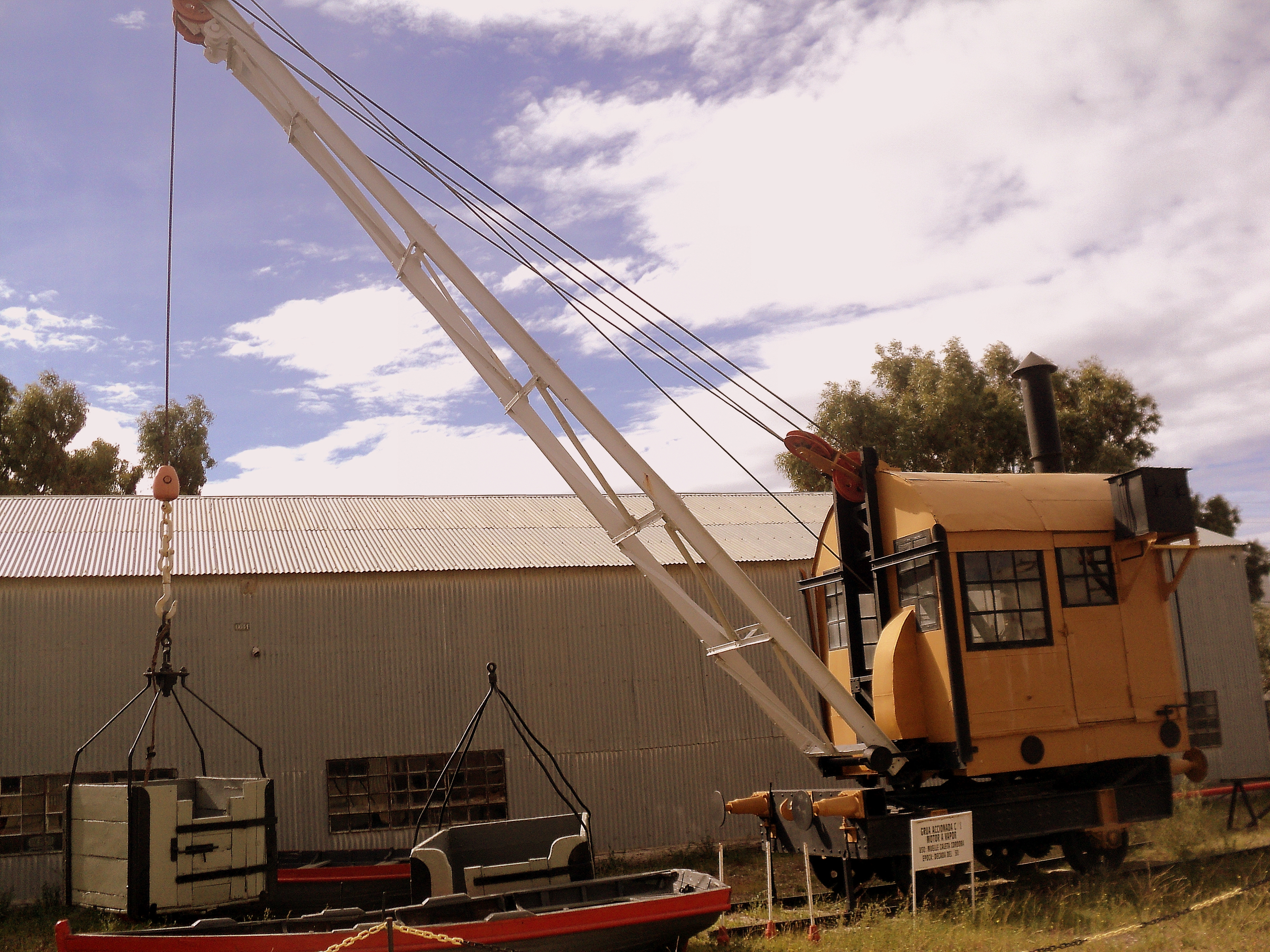
Grúa ferroviaria que realizaba trabajos en el puerto de Caleta Córdova.
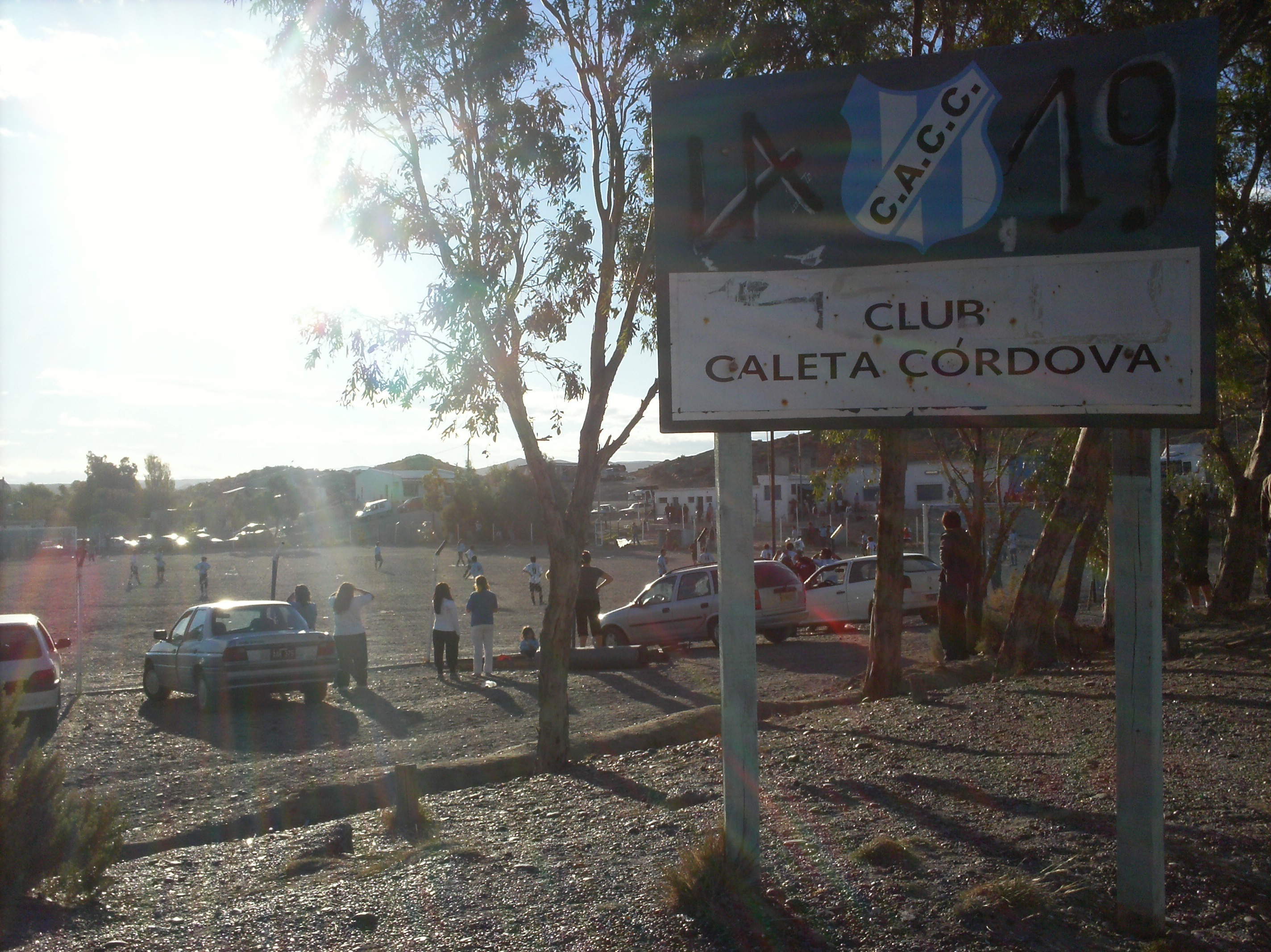
El club del puerto jugando con Tiro Federal en una tarde otoñal.